# Heidebodenstadion
Das Heidebodenstadion ist ein österreichisches Fußballstadion in Parndorf. Es ist die Heimstätte des SC-ESV Parndorf 1919, der 2015/16 in der dritthöchsten österreichischen Spielklasse (Regionalliga Ost) antritt und hat ein Fassungsvermögen von 5.000 Zuschauern. Erbaut wurde es 1992.
Von den 3.500 Plätzen sind 1.000 Sitzplätze (davon 820 überdacht) und 2.500 Stehplätze.
In der Saison 2012/13 kamen durchschnittlich 531 Zuseher zu den 15 Heimspielen des SC-ESV Parndorf, der in dieser Saison als Meister der Regionalliga Ost den Aufstieg in die Erste Liga schaffte.